# Viitasaari
Viitasaari est une ville du centre-ouest de la Finlande, dans la région de Finlande-Centrale.
C'est la commune de naissance de Henrik Gabriel Porthan (1739-1804), fennomane, professeur à l'Académie royale de Turku, premier spécialiste de l'histoire finnoise et fondateur du premier journal du pays.

## Géographie
C'est par la superficie totale la plus grande commune de la région.
Elle se situe en plein cœur de la région des lacs, traversée par le grand lac Keitele, à l'extrême nord de la voie navigable Keitele-Päijänne.
Les lacs les plus étendus sont Keitele, Kolima, Muuruejärvi, Löytänä et le Suotajärvi.
On n'y trouve pas de relief marqué, seulement des eskers et collines de faible altitude.
Les municipalités voisines sont Äänekoski au sud, Kannonkoski et Kivijärvi à l'ouest, Pihtipudas au nord, Keitele et Vesanto à l'est (et en Savonie du Nord).

## Démographie
Depuis 1980, l'évolution démographique de Viitasaari est la suivante, :
| Année      | 1980  | 1985  | 1990  | 1995  | 2000  | 2005  |
| ---------- | ----- | ----- | ----- | ----- | ----- | ----- |
| population | 8 910 | 8 997 | 8 689 | 8 347 | 7 915 | 7 458 |

| Année      | 2010  | 2015  | 2020  |
| ---------- | ----- | ----- | ----- |
| population | 7 174 | 6 714 | 6 168 |

## Transport

### Routier
La commune est traversée par la nationale 4 (E75) dans le sens nord-sud et dans le sens ouest-est par la route bleue, un itinéraire touristique venu de Suède et allant jusqu'en Russie.
Elle est reliée à Konnevesi par la seututie 659.
Distances:
- Jyväskylä : 99 km
- Iisalmi : 121 km
- Kuopio : 138 km
- Helsinki : 370 km

### Ferroviaire
La voie ferrée Jyväskylä–Haapajärvi traverse les parties occidentale de Viitasaari.
La commune de Viitasaari possède la station de chargement de bois brut très fréquentée de Keitelepohja.
En 1968, VR-Yhtymä Oy ont arrêté le trafic ferroviaire de voyageurs sur cette voie.

### Aérien
L'aéroport de Jyväskylä est situé à 78 km de Viitasaari et à 104 km de la gare multimodale de Jyväskylä.
Plusieurs liaisons de bus Viitasaari-Jyväskylä passent par l'aéroport.

## Économie
L'économie est partagée entre l'agriculture (229 fermes d'une superficie moyenne de 24 hectares) et la forêt (430 000 mètres cubes de bois coupés annuellement, couvre 74 % du territoire de la commune).

## Politique et administration

### Élections législatives de 2019
Les résultats des élections législatives finlandaises de 2019 sont pour Viitasaari
|               | Parti social-démocrate de Finlande (SDP) | 748   | 21,1 |  |  |  |
|               | Vrais Finlandais (PS)                    | 854   | 24,1 |  |  |  |
|               | Parti de la coalition nationale (Kok)    | 278   | 7,8  |  |  |  |
|               | Parti du centre (Kesk)                   | 944   | 26,6 |  |  |  |
|               | Ligue verte (Vihr)                       | 153   | 5,0  |  |  |  |
|               | Alliance de gauche (Vas)                 | 186   | 5,2  |  |  |  |
|               | Chrétiens-démocrates (KD)                | 272   | 7,8  |  |  |  |
|               | Mouvement maintenant (LN)                | 36    | 1,0  |  |  |  |
|               | Mouvement Sept Étoiles                   | 11    | 0,3  |  |  |  |
|               | Parti pirate                             | 11    | 0,3  |  |  |  |
|               | Réforme bleue (SIN)                      | 11    | 0,3  |  |  |  |
|               | Autres partis                            |       |      |  |  |  |
|               |                                          |       |      |  |  |  |
| Votes rejetés | Votes rejetés                            | 25    | 0,7  |  |  |  |
| Total         | Total                                    | 3 569 | 100  |  |  |  |

## Jumelages
| Ville | Ville          | Pays | Pays      |
| ----- | -------------- | ---- | --------- |
|       | Commune de Nõo |      | Estonie   |
|       | Rokietnica     |      | Pologne   |
|       | Schlangen      |      | Allemagne |
|       | Staffanstorp   |      | Suède     |
|       | Storuman       |      | Suède     |
|       | Sør-Odal       |      | Norvège   |

## Personnalités
- Tuomas Grönman, joueur de hockey
- Teuvo Hakkarainen, député (PS)
- Henrik Gabriel Porthan,

## Galerie

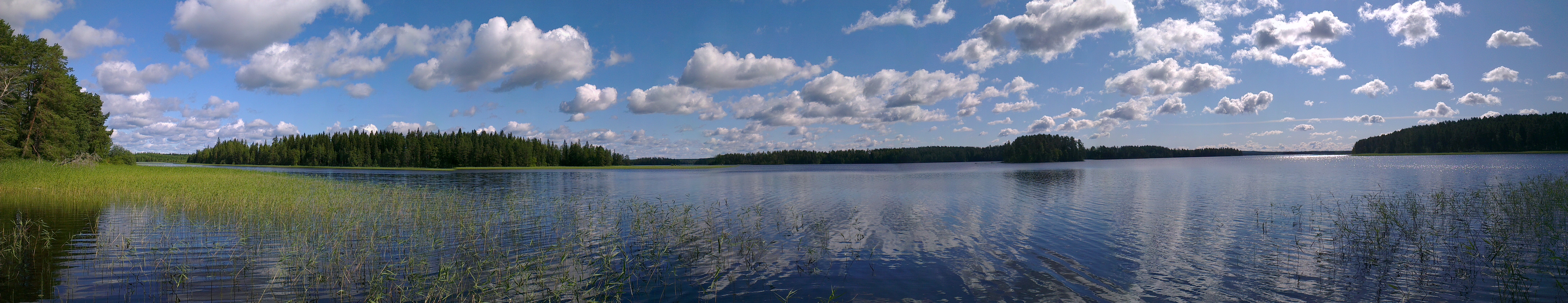
Le lac Kolima.

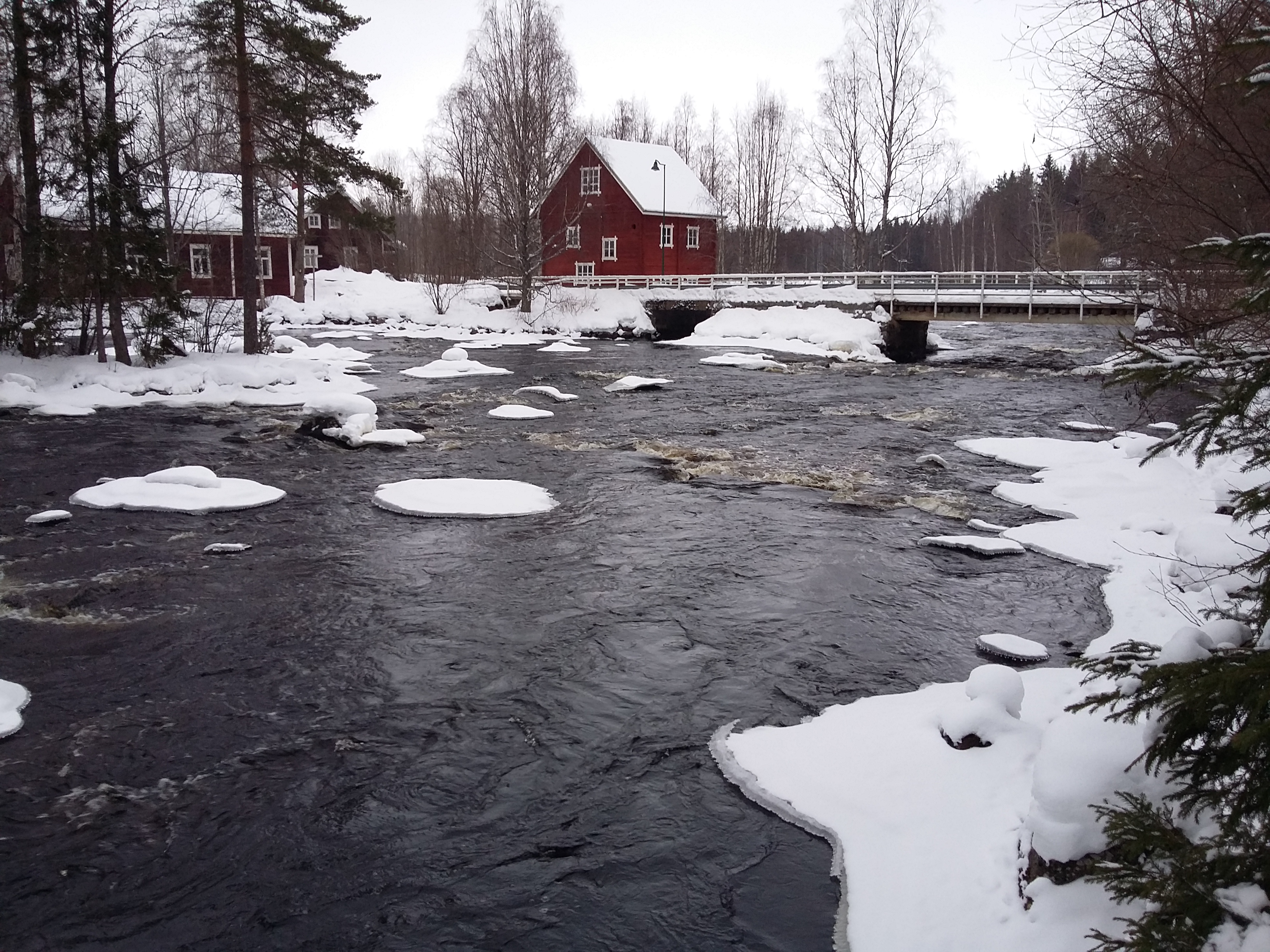
Les rapides de Huopana.
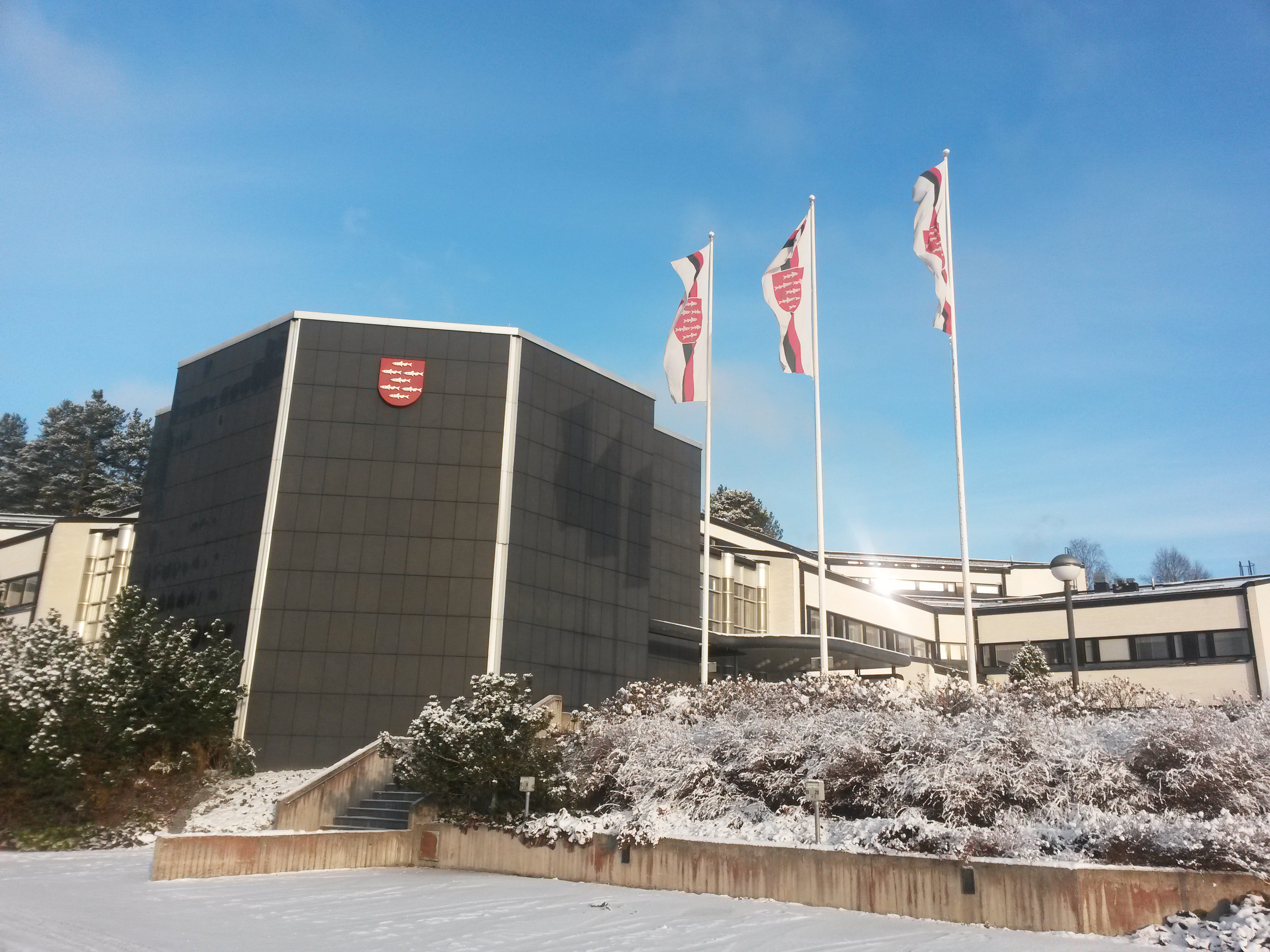
La mairie de Viitasaari.
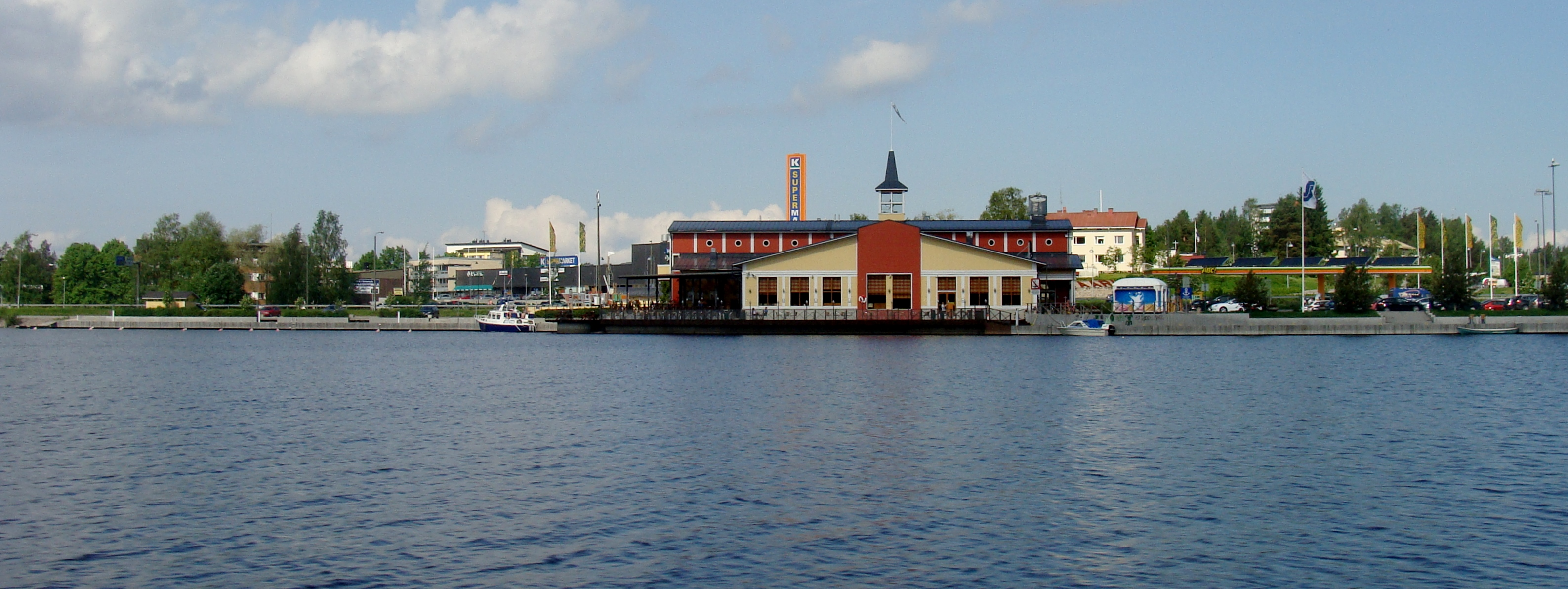
La ville vue du Keitele